# Niklas Henning
Pour les articles homonymes, voir Henning.
Niklas Henning, né le 6 mars 1964, est un ancien skieur alpin suédois, originaire de Aare.

## Coupe du monde
- Meilleur résultat au classement général : 27e en 1991
  - 1 victoire : 1 super-G

### Saison par saison
- Coupe du monde 1984 :
  - Classement général : 101e
- Coupe du monde 1986 :
  - Classement général : 46e
- Coupe du monde 1987 :
  - Classement général : 95e
- Coupe du monde 1989 :
  - Classement général : 59e
- Coupe du monde 1990 :
  - Classement général : 27e
    - 1 victoire en super-G : Val d'Isère I
- Coupe du monde 1991 :
  - Classement général : 39e
- Coupe du monde 1992 :
  - Classement général : 62e